# Eime
Eime ist ein Flecken im niedersächsischen Landkreis Hildesheim. Der Flecken Eime ist Mitgliedsgemeinde der Samtgemeinde Leinebergland, die ihren Verwaltungssitz in der Stadt Gronau (Leine) hat.

## Geografie

### Lage
Eime liegt im Leinebergland östlich vom Naturpark Weserbergland Schaumburg-Hameln. Es befindet sich südsüdwestlich von Elze und westlich von Gronau (Leine). Der Höhenzug Külf mit dem Aussichtsturm Cölleturm erstreckt sich südöstlich, der Thüster Berg, unter anderem mit dem Aussichtsturm Lönsturm, südwestlich.

### Gemeindegliederung
| Ortsteile  | Einwohnerzahl |
| ---------- | ------------- |
| Eime       | 19920         |
| Deilmissen | 157           |
| Deinsen    | 359           |
| Dunsen     | 087           |
| Heinsen    | 019           |

(Einwohnerstand 1. November 2016:)

## Geschichte
Die älteste nachweisbare Ansiedlung in der Gemarkung Eime war laut Wilhelm Barner ein jungsteinzeitliches Gehöft in der im 12. oder 13. Jahrhundert aufgegebenen Wüstung Assum. Im Ort Eime wurde 1966 bei Bauarbeiten ein römischer Bronzeeimer aus der Zeit um 200 n. Chr. ausgegraben.
Die älteste schriftliche Erwähnung Eimes stammt aus dem Juli 1209 und befindet sich im Urkundenbuch des Hochstiftes Hildesheim:

„Bischof Hartbert übereignet dem Andreasstifte den Zehnten in Eime mit drei Hufen und einem Hofe, welche Bodo von Homburg ihm gegen 240 demselben vom Stifte gezahlte Mark resigniert hat. Hildesheim 1209 Juli 24.“

Seit dem Jahr 1550 hatte Eime die Rechte eines Fleckens. Der Ort hatte Bürgermeister und Rat, die niedere Gerichtsbarkeit und das Recht am Montag nach Michaelis einen Markt abzuhalten.
In Eime gab es erstmals 1565 eine Schule. Seit 1974 wurde nur noch bis zur Grundschule unterrichtet. Nach der Aufgabe der Grundschule ist in dem Gebäude für 2019 die Eröffnung einer Freien Schule geplant. Weiterführende Schulen gibt es zum Beispiel in Gronau.
Herzog Georg Wilhelm erteilte 1661 der Gilde der Eimer Bierbrauer die Braugerechtsame für zahlreiche Orte der Umgebung. Das ab Juni 1900 südöstlich von Eime abgeteufte Bergwerk „Frisch Glück“ förderte bis 1921 Kalisalz. Es wurde beim Förderkapazitätsabbau in den 1920er Jahren abgebrochen.

### Ortsname
Alte Bezeichnungen des Ortes sind 1146 in Einem, 1181 in Eynem, 1183 in Einem, 1223 villicum de Eiem, 1229 in Eym, 1234 Bertoldus de Eiem und 1316 Hildebrando de Eyme. Es ist eine Umformung des Ortsnamens in verschiedenen Etappen zu beobachten. Ausgang der Belege scheint Einem zu sein. Hinter der Form Einem muss sehr wahrscheinlich ein Ansatz Egin-hem, Ejin-hem vermutet werden, so dass der Ortsnamen „Siedlung, Heim eines Ago“ bedeutet. Der Personenname gehört zu gotisch agis, althochdeutsch agi, egi „Schrecken“. Die Namensendung „em“ deutet auf eine Entstehung während der altsächsischen Besiedlung der Gegend um das Jahr 600.

### Eingemeindungen
Im Zuge der Gebietsreform in Niedersachsen, die am 1. März 1974 stattfand, wurden die seit den 1960er Jahren zur Samtgemeinde Eime gehörenden Gemeinden Deilmissen, Deinsen und Dunsen eingegliedert. Gleichzeitig wurde Eime Teil der Samtgemeinde Gronau (Leine). Bei deren Auflösung im Jahr 2016 wurde Eime in die Samtgemeinde Leinebergland eingegliedert.

### Einwohnerentwicklung
| Jahr | Einwohner | Quelle |
| ---- | --------- | ------ |
| 1885 | 0702      | [ 8 ]  |
| 1910 | 1213      | [ 9 ]  |
| 1925 | 1162      | [ 8 ]  |
| 1933 | 1199      | [ 8 ]  |
| 1939 | 1168      | [ 8 ]  |
| 1950 | 2233      | [ 10 ] |
| 1956 | 1916      | [ 10 ] |
| 1961 | 1790      | [ 11 ] |
| 1970 | 2179      | [ 11 ] |
| 1973 | 2197      | [ 12 ] |

| Jahr | Einwohner | Quelle |
| ---- | --------- | ------ |
| 1975 | 2988 ¹    | [ 13 ] |
| 1980 | 2908 ¹    | [ 13 ] |
| 1985 | 2860 ¹    | [ 13 ] |
| 1990 | 2807 ¹    | [ 13 ] |
| 1995 | 2924 ¹    | [ 13 ] |
| 2000 | 2958 ¹    | [ 13 ] |
| 2005 | 2888 ¹    | [ 13 ] |
| 2010 | 2720 ¹    | [ 13 ] |
| 2015 | 2625 ¹    | [ 13 ] |
| 2020 | 2555 ¹    | [ 13 ] |

¹ jeweils zum 31. Dezember
|  |

## Religion
Die Einwohner von Eime sind zu 72 % evangelisch und zu 8 % katholisch.
Zur evangelisch-lutherischen Kirchengemeinde Eime gehören neben der St.-Jakobi-Kirche in Eime auch die Kapellen in Deilmissen und Dunsen. Darüber hinaus besteht eine lutherische Kirchengemeinde in Deinsen. Beide Gemeinden gehören zum Kirchenkreis Hildesheimer Land-Alfeld im Sprengel Hildesheim-Göttingen der Evangelisch-lutherischen Landeskirche Hannovers.
Die Katholiken von Eime gehören teils zur Pfarrei St. Marien (Alfeld), teils zur Pfarrei St. Joseph (Gronau). Beide gehören zum Bistum Hildesheim. Beide Pfarreien haben diverse Filialkirchen, die teils näher an Eime liegen.

## Politik

### Rat
Der Rat des Fleckens Eime setzt sich aus 13 Ratsmitgliedern zusammen. Dies ist die festgelegte Anzahl für die Mitgliedsgemeinde einer Samtgemeinde mit einer Einwohnerzahl zwischen 2001 und 3000 Einwohnern. Die Ratsmitglieder werden durch eine Kommunalwahl für jeweils fünf Jahre gewählt. Die aktuelle Amtszeit begann am 1. November 2021 und endet am 31. Oktober 2026.
Anders als bei einer Gemeinde oder Samtgemeinde wird der Bürgermeister bei einer Mitgliedsgemeinde einer Samtgemeinde nicht direkt gewählt, sondern aus der Mitte des Rates für die Dauer der Wahlperiode. Die Bürgermeisterwahl wird in der ersten Ratssitzung vollzogen.
Sitzverteilung
- SPD: 8 Sitze (inkl. Bürgermeistersitz)
- CDU: 3 Sitze
- Grüne: 1 Sitz
- Linke: 1 Sitz

(Stand: Kommunalwahl am 12. September 2021)

### Bürgermeister
Ehrenamtlicher Bürgermeister ist seit 2021 Jörg Stichnoth (SPD); seine Stellvertreter sind Ellen Radtke (SPD) und André Schwarze (CDU).

### Wappen
Der Gemeinde wurde das Kommunalwappen am 11. April 1939 durch den Oberpräsidenten der Provinz Hannover verliehen. Der Landrat aus Alfeld überreichte es am 12. Juli desselben Jahres.
| Wappen von Eime | Blasonierung: „In Rot auf silbernem Boden ein hergewendeter silberner Steinsitz mit seitlichen Wangen und hoher gerundeter Rückenlehne mit einer goldenen Königskrone darin. Hinter dem Sitz ragt ein bis zum Ansatz der Zweige sichtbarer silberner Eichbaum mit silbernen Blättern und goldenen Eicheln hervor.“ |
| Wappen von Eime | Wappenbegründung: Am sogenannten Krähenholz, einem bei der Verkoppelung der Feldmark Eime urbar gemachten Eichwald, stand mittelalterlichen Nachrichten gemäß einst auf einem Grasplatz der „Königsstuhl“ von Gudingen. Seit alters hielten hier deutsche Könige oder in ihrem Namen die Sendgrafen Gericht und sprachen Recht. Welche Bedeutung diese uralte Richtstätte einst hatte, offenbart sich darin, dass noch die kalenbergischen Landstände sich vielmals hier versammelten, wie durch eine große Zahl von Urkunden bis zu der Zeit um 1600 bezeugt wird. Unter Zugrundelegung dieser Tatsachen ist das Wappen von Eime gestaltet und von der Gemeinde erkoren. |

## Kultur und Sehenswürdigkeiten

### Bauwerke
- Das rechteckige Kirchenschiff der evangelisch-lutherischen St. Jakobuskirche wurde 1732–1738 aus Bruchsteinmauerwerk erbaut.[23] Das Bauwerk ersetzte ein deutlich kleineres Vorgängergebäude. Auf den im unteren Bereich erhalten gebliebenen ursprünglich romanischen Fundamenten wurde 1889 der von Conrad Wilhelm Hase entworfene 54 m hohe schlanke Kirchturm errichtet.[23]

## Wirtschaft und Infrastruktur

### Unternehmen
Hauptarbeitgeber ist das Unternehmen ASWO.

### Verkehr
Eime liegt direkt an der Bundesstraße 240 nach Bodenwerder, die am Rand der Gemeinde von der Bundesstraße 3 abzweigt. Das Land Niedersachsen prüft derzeit eine geplante Umgehungsstraße westseitig des Ortes.
Die Hannöversche Südbahn von Hannover nach Göttingen verläuft knapp östlich des Gemeindegebiets. Der nächste Bahnhof ist etwa 3 km von der Eimer Ortsmitte entfernt in Banteln.

## Persönlichkeiten

### Söhne und Töchter der Gemeinde
- Jakob Lampadius (1593–1649), Jurist und Staatsmann
- Rainer Hannig (1952–2022), Ägyptologe

### Personen, die mit der Gemeinde in Verbindung stehen
- Heinrich Sohnrey (1859–1948), Lehrer, Volksschriftsteller und Publizist, der Heinrich-Sohnrey-Weg in Eime ist nach ihm benannt worden
- Hans-Jürgen Nagel (* 1938), niedersächsischer Politiker (CDU) und Mitglied des Niedersächsischen Landtages, Landwirt und ehemaliger Ratsherr in Eime
- Volker Senftleben (* 1975), Politiker (SPD), von 2016 bis 2021 war er Bürgermeister von Eime und seit 2017 Abgeordneter im Landtag Niedersachsen, er wuchs in Eime auf